# Große Loge von Hamburg
Die Große Loge von Hamburg war eine der acht anerkannten Freimaurer-Großlogen, die bis 1935 im Deutschen Reich existierten. Sie wurde 1811 in Hamburg gegründet. Bei Gründung gehörten ihr 5 Logen an: Absalom zu den 3 Nesseln (gegr. 1737), St. Georg zur grünenden Fichte (1743), Emanuel zur Maienblume (1774), Ferdinande Caroline zu den drei Sternen (1776), Ferdinand zum Felsen (1787). Im Gegensatz zu den anderen deutschen Großlogen stellte die Große Loge von Hamburg im Jahr 1935 ihre Arbeit nicht ein, sondern verlegte ihren Sitz nach Valparaíso in Chile und arbeitete im Exil weiter. Sie war nach dem Zweiten Weltkrieg an der erneuten „Lichteinbringung“ in Deutschland beteiligt. 1932 gehörten der Großen Loge von Hamburg 56 Logen mit 5000 Brüdern an. Sie etablierte sich nach dem Krieg aber nicht mehr als eigene Großloge, sondern ging in den Vereinigten Großlogen von Deutschland auf.

## Geschichte

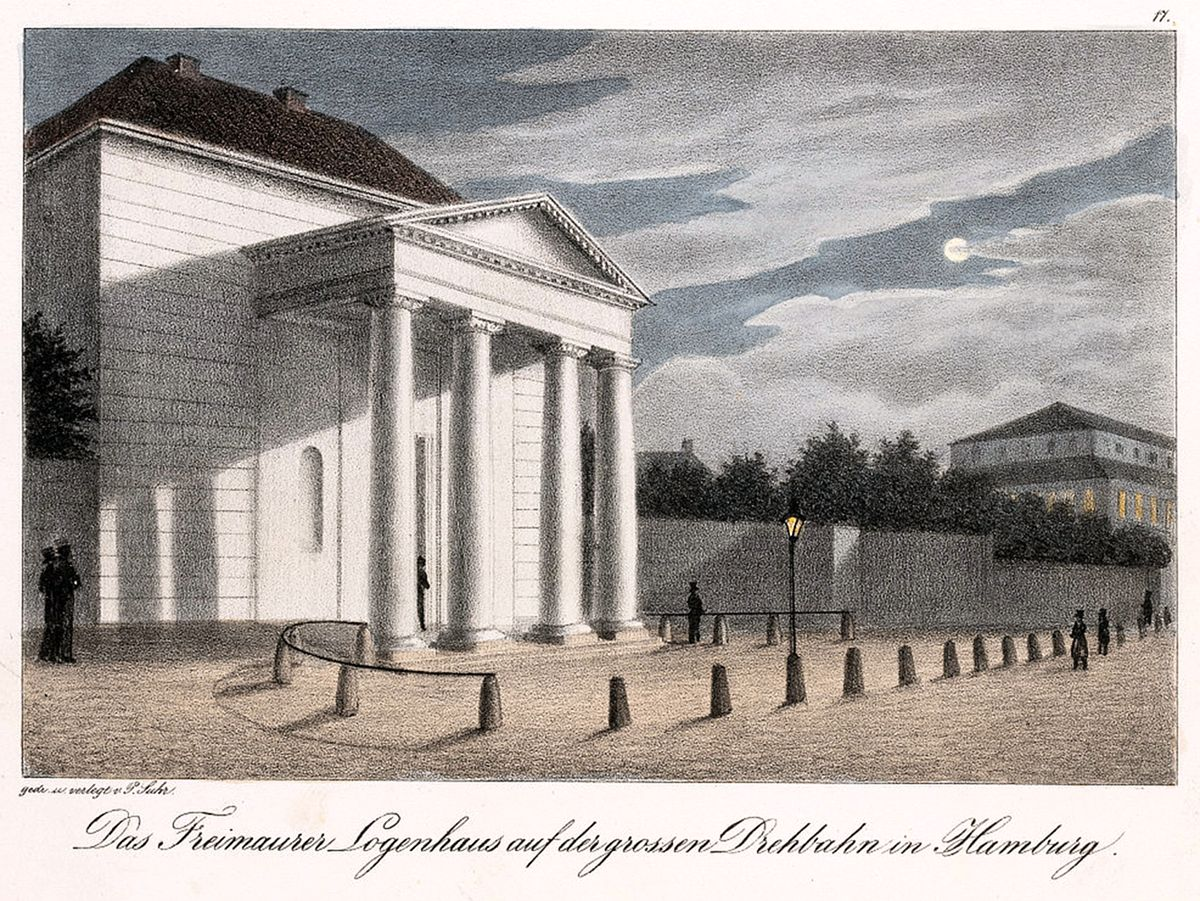
Logenhaus an der Drehbahn, Lithografie der Gebrüder Suhr 1831

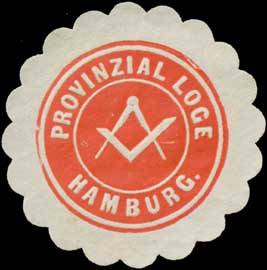
Siegelmarke der Provinzial Loge Hamburg

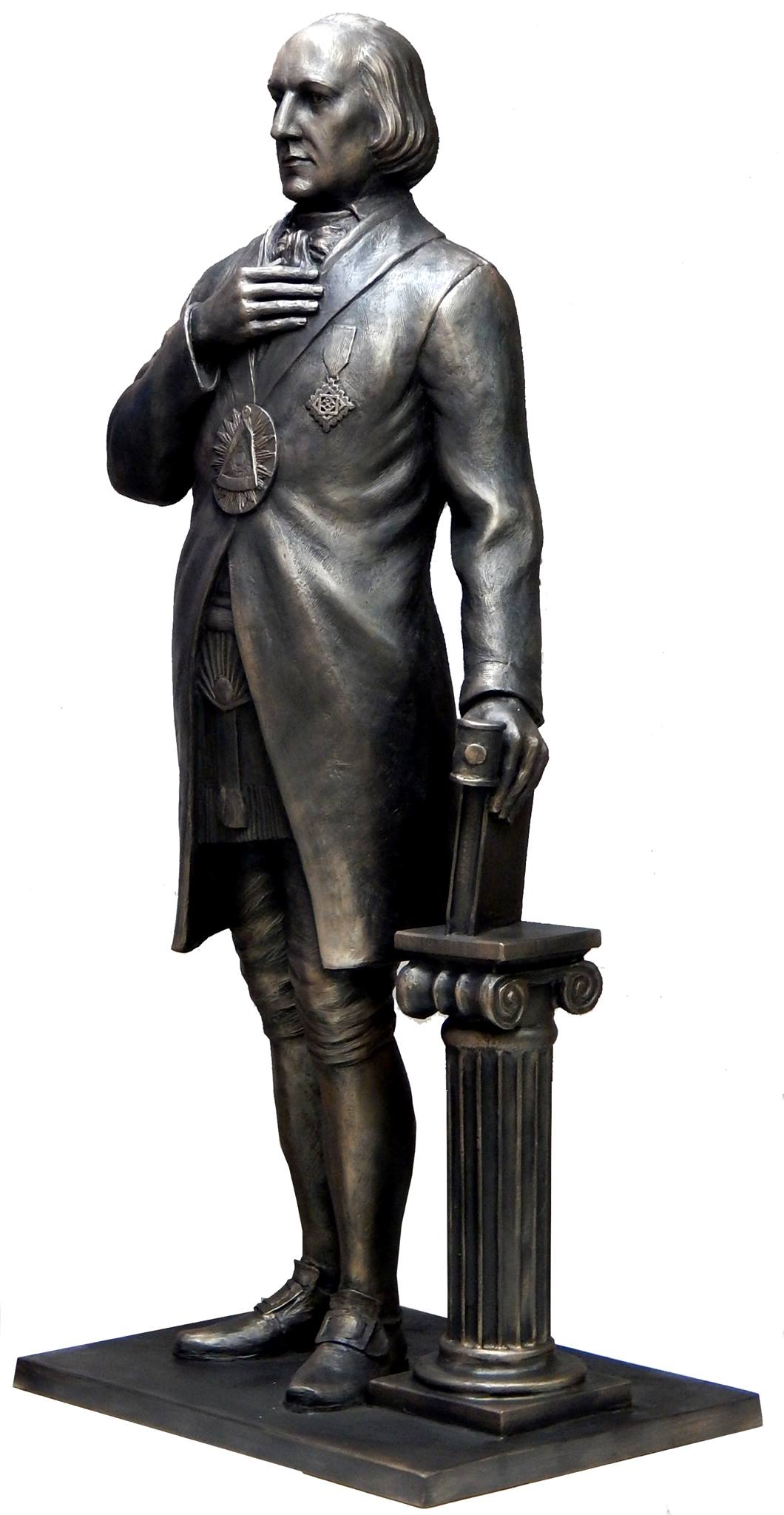
Rekonstruktion der durch die Nazis zerstörten Friedrich Ludwig Schröder-Statue im Logenhaus Welckerstraße in Hamburg.

Hamburg ist der Sitz der im Dezember 1737 gegründeten ältesten Freimaurerloge Deutschlands Absalom zu den 3 Nesseln. Bereits 1733 hatte der damalige englische Großmeister, der Earl of Strathmore, „elf deutschen Gentlemen“ in London das Patent (Nr. 124 der VGLvE) zu einer Logengründung gegeben. Was die „11 Gentlemen“ in Hamburg daraus machten, ist dokumentarisch nicht mehr nachweisbar.
Die älteste beurkundete Logengründung stammt vom 6. Dezember 1737 und berichtet in französischer Sprache von der Gründung der als Johannisloge zunächst noch ohne eindeutigen Logennamen gegründeten Loge à Hambourg Société des Acceptés Macons Libres de la Ville d’Hambourg durch den späteren königlich preußischen Hofrat und Münzmeister Charles Sarry (1716–1766), den Baron Georg Wilhelm Ludwig von Oberg (1711–1762), den Hamburger Wundarzt Peter Carpser, den späteren braunschweigischen Legationsrat Peter Stüven (1710–nach Februar 1769) und den Kaufmann Johann Daniel Krafft in der Taverne d`Angleterre des aus Christiania in Norwegen stammenden Weinwirts Jens Arbien (1708–nach 1747) in der Großen Bäckerstraße. Erster Meister vom Stuhl wurde Baron Georg Wilhelm Ludwig von Oberg, der 1738 als Delegationsleiter in Braunschweig Kronprinz Friedrich, ab 1740 Friedrich II. 'der Große', als Freimaurer in die Hamburger Loge aufnahm.
1740 gründete London eine Provinzial-Großloge von Hamburg und Niedersachsen mit dem Stuhlmeister Luttmann (auch: Lüttmann) der Loge d’Hambourg als Provinzial-Großmeister. Seine Loge wurde als Loge „Bunch of Grapes, Beckerstreet Hamburg“ (Traubenbündel, Bäckerstraße Hamburg) eingetragen. Im Jahr 1743 nahm die Loge den Namen Absalom an. Am 3. Januar 1765 löste der Provinzial-Großmeister Gottfried Jacob Jänisch alle Verbindungen zu London, löste alle Logen in seinem Gebiet auf, legte sein Amt nieder und nahm das Freimaurersystem der Strikten Observanz an. Dazu wurden die Mutterloge Absalom zu den 3 Nesseln mit einer Tochterloge St. Georg zur grünenden Fichte neu gegründet. Das neue Lehrsystem wurde aber nur schlecht angenommen, und die Arbeiten ruhten von 1767 bis 1773 fast vollständig. Nachdem auf dem Konvent von Wilhelmsbad 1782 das Ende der Strikten Observanz erklärt worden war, kam man in Hamburg wieder zur ursprünglichen Form der Freimaurerei zurück und ließ von allen Rittersystemen ab. Schon bald wurde die englische Provinz unter dem Hauptmann von Gräfe wieder aktiviert.
Nach Absalom und St. Georg wurden bis 1811 gegründet: Emanuel zur Maienblume (1774), Ferdinande Caroline zu den drei Sternen (1776), Ferdinand zum Felsen (1787). Der nächste Entwicklungsschritt kam von dem Ritualreformer Friedrich Ludwig Schröder, der auf Basis der alten englischen Rituale bis 1800 eine komplette Überarbeitung schaffte und auch die Verfassung der Provinzial-Großloge überarbeitete. Von ihm stammte ab 1808 auch der Vorschlag, sich von der englischen Großloge zu lösen. Diese Idee wurde durch die französische Besetzung Hamburgs vorangetrieben. Um eine Unterstellung unter den Grand Orient de France zu verhindern, wurde am 4. Februar 1811 die Gründung der Großen Loge zu Hamburg beschlossen. Erster Großmeister wurde der Sekretär des Domkapitel Johann Philipp Beckmann, ihm folgte ab 1814 Schröder.

## Projekte

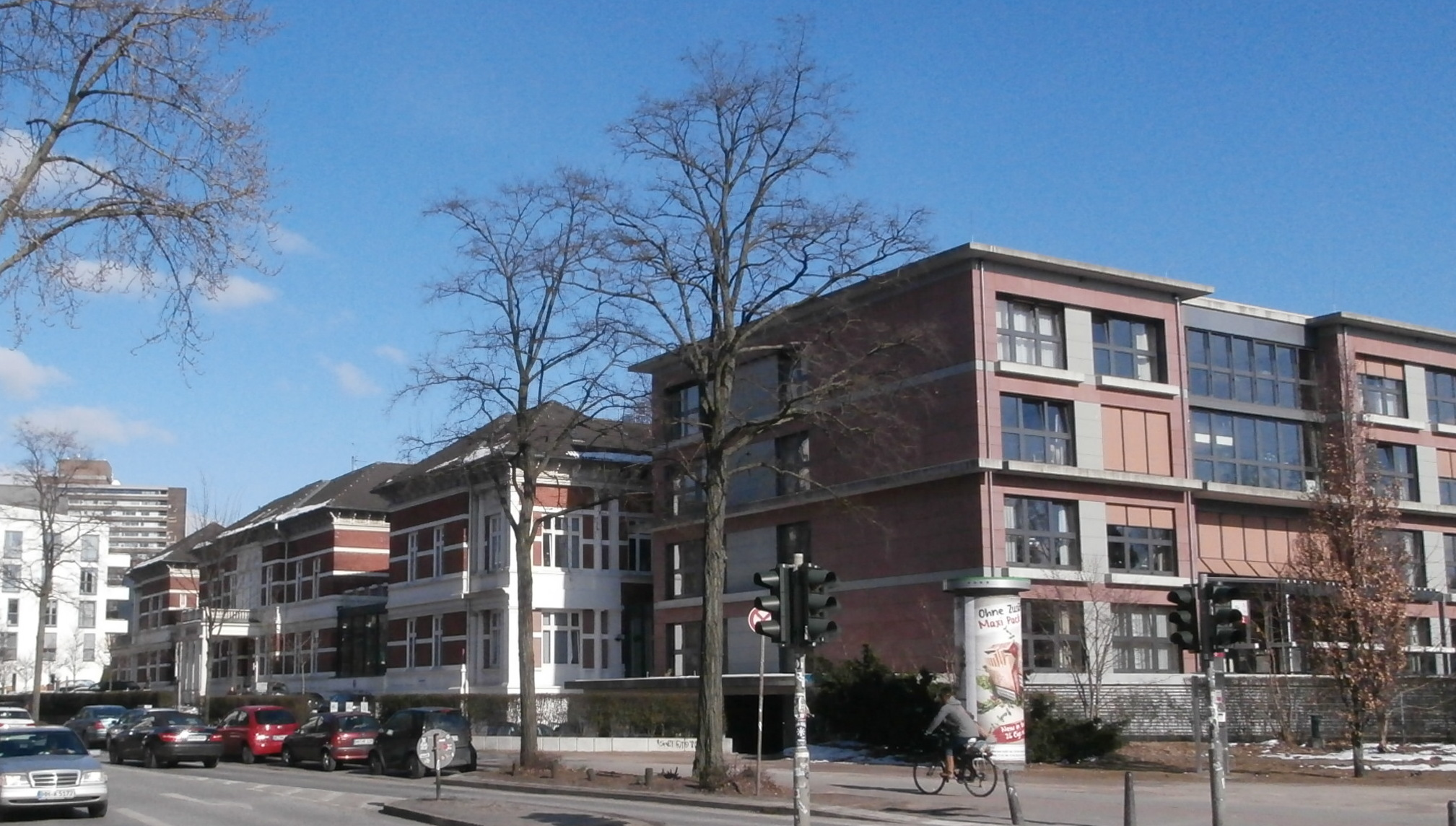
Alten- und Pflegeheim in Hamburg-Sternschanze

Seit 1795 besteht in Hamburg am Dammtorwall (ab 1885 Kleiner Schäferkamp im Schanzenviertel) ein Freimaurerkrankenhaus, das nach den Plänen des dänischen Architekten Axel Bundsen erbaut wurde. Zwei Jahre zuvor hatten Schröder und andere Freimaurer der späteren Großen Loge von Hamburg den Plan gefasst, dieses erste Hamburger Privatkrankenhaus ins Leben zu rufen. Ursprünglich diente das Haus zur Aufnahme weiblicher Dienstboten, wurde dann durch den Bau eines zweiten Hauses für männliche Dienstboten erweitert und schließlich für Kranke aller Schichten bestimmt. An der Finanzierung beteiligten sich nicht allein die fünf damaligen Hamburger Logen, es flossen auch großzügige Spenden aus der Bürgerschaft und der Admiralität. 1885 wurde ein Neubau bezogen, der den neuzeitlichen hygienischen Ansprüchen in vollkommenster Weise entsprach. In allen deutschen Kriegen seit 1813 wurde das Freimaurer-Krankenhaus zum Lazarett. Im Ersten Weltkrieg fanden 2397 Soldaten mit 173.387 Verpflegungstagen Aufnahme – Aus dem Krankenhaus wurde inzwischen das Elisabeth Alten- und Pflegeheim der Freimaurer von 1795. Träger des Heims waren die Vereinigten fünf Hamburgischen Logen. Heute gehört das Heim der Alloheim Senioren-Residenzen SE.

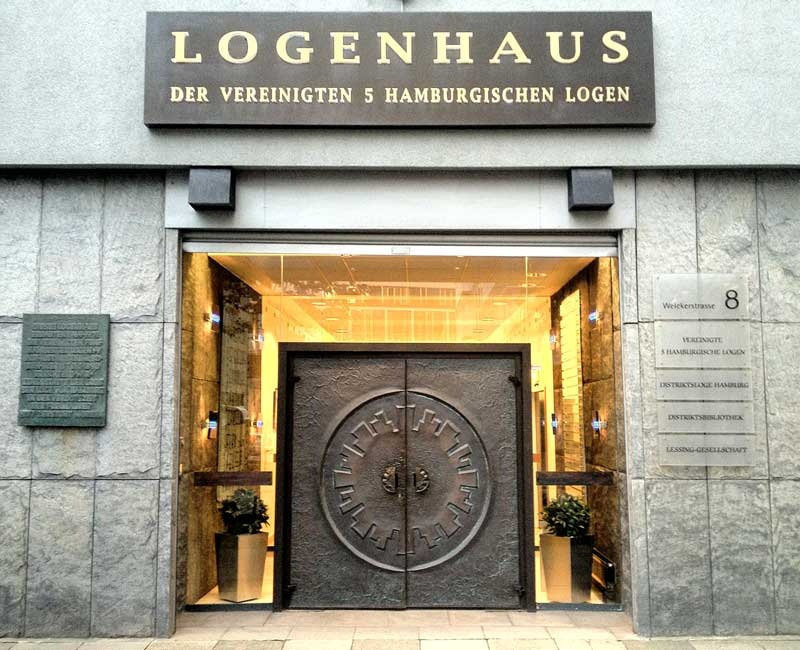
Eingang zum Logenhaus der „Vereinigten fünf Hamburgischen Logen“, Welckerstrasse 8

Diese wurden Jahre nach Ende des Zweiten Weltkriegs und einem förmlichen Auflösungsbeschluss der Großen Loge von Hamburg (1962) bei der Senatskanzlei als Nachfolger der Großen Loge von Hamburg eingetragen. Der Auflösungsbeschluss war aus Sicht des Rechtsamtes des Hamburger Senats notwendig geworden, obwohl die Große Loge von Hamburg faktisch nicht mehr existierte. Den „Vereinigten 5“ (heutiger Freimaurer-Jargon in Hamburg: „Die V5“) gelang es, wieder in den Besitz des Logenhausgrundstückes in der Welckerstrasse 8 wie auch des Freimaurerkrankenhauses zu gelangen. Das Logenhaus der Großen Loge von Hamburg war 1935 durch die Nationalsozialisten Stein für Stein abgetragen worden: Beweise für das „Freimaurerische Geheimnis“ oder Dokumente, die Landesverrat belegten, wurden nicht gefunden. Nach dem Krieg diente das Grundstück der Post als Parkplatz. Seit 1971 steht an dieser Stelle wieder ein Logenhaus, im gemeinsamen Eigentum der Vereinigten fünf Hamburgischen Logen. Der Logenbetrieb der V5 und weiterer rd. 17 Logen findet im Erdgeschoss statt, in den Obergeschossen sind Teile der wirtschafts- und sozialwissenschaftlichen Fakultät der Universität Hamburg als Mieter untergebracht.